# قائمة اللغات حسب العدد الكلي للمتحدثين

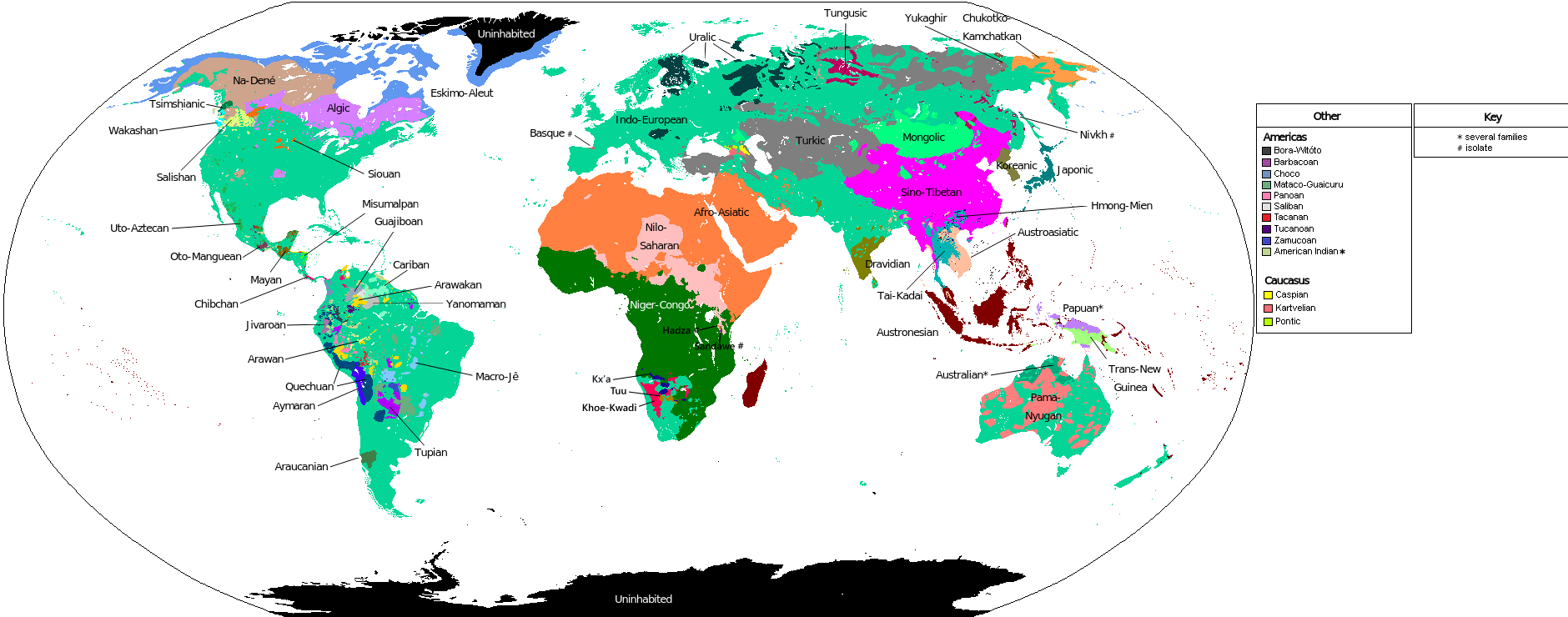
عائلات اللغات الرئيسية في العالم

هذه قائمة اللغات حسب العدد الكلي للمتحدثين (لغة أولى ولغة ثانية). وتختلف التقديرات للعد الكلي للمتحدثين.
أيضا من الصعب التفريق بين اللغة واللهجة، فمثلا اللغتين الصينية والعربية تعتبران أحيانًا عائلات لغوية وليست لغة واحدة. وعكس ذلك تعتبر اللغتان الهندية والأردية أحيانا لغة واحدة تسمى الهندوستانية. من غير الممكن وضع معايير لغوية ثابتة لتمييز اللغات عن اللهجات. لا يوجد معيار واحد لمقدار المعرفة الكافية التي يعتبر وقتها الشخص متحدث للغة الثانية. فمثلا اللغة الإنجليزية يتحدث بها حوالي 450 مليون متحدث أصلي، ولكن يمكن القول أن عدد متحدثيها يصل إلى ملياري متحدث بسبب من تعتبر الإنجليزية بالنسبة لهم لغة ثانية.
هناك أيضا صعوبات في معرفة العدد الدقيق للمتحدثين بلغة ما، فتختلف هذه الأرقام بمرور الوقت بسبب التغير السكاني والتحول اللغوي. لا توجد بيانات تعداد موثوقة في بعض المناطق أو قد تكون البيانات قديمة أو قد لا يسجلها التعداد السكاني. يُبالغ في عدد المتحدثين في أي لغة بعض الأحيان لأسباب سياسية أو قد لا يذكر العدد الدقيق للمتحدثين بلغات الأقليات لصالح لغة وطنية.

## إثنولوج (2024)
يذكر إثنولوج أن اللغات التالية يتحدث بها 50 مليون أو أكثر من المتحدثين. لا يتضمن في هذه القائمة اللغات التي يعتبرها إثنولوج اللغات الكبيرة بها العديد من القروع مثل العربية واللاهندية والفارسية والماليزية والباشتو والصينية كلغة واحدة.
| اللغة                                                                       | الأسرة                                          | الفرع                | لغة أم    | لغة ثانية   | المجموع     |
| --------------------------------------------------------------------------- | ----------------------------------------------- | -------------------- | --------- | ----------- | ----------- |
| اللغة الإنجليزية (باستثناء اللغات الكريولية المعتمدة على اللغة الإنجليزية ‏) | الهندية الأوروبية                               | لغات جرمانية         | 380 مليون | 1.135 مليار | 1.515 مليار |
| ماندراين الصينية (تشمل اللغة الصينية القياسية، باستثناء لهجات صينية)        | الصينية التبتية                                 | Sinitic              | 941 مليون | 199 مليون   | 1.140 مليار |
| اللغة الهندية (باستثناء اللغة الأردية)                                      | الهندية الأوروبية                               | لغات هندية آرية      | 345 مليون | 264 مليون   | 609 مليون   |
| اللغة الإسبانية (باستثناء creole languages)                                 | الهندية الأوروبية                               | لغات رومانسية        | 486 مليون | 74 مليون    | 560 مليون   |
| اللغة العربية الفصحى الحديثة (باستثناء لهجات عربية)                         | الإفريفية الآسيوية                              | لغات سامية           | 0         | 332 مليون   | 332 مليون   |
| اللغة الفرنسية (باستثناء لغات مولدة فرنسية)                                 | الهندية الأوروبية                               | لغات رومانسية        | 74 مليون  | 238 مليون   | 312 مليون   |
| اللغة البنغالية                                                             | الهندية الأوروبية                               | لغات هندية آرية      | 237 مليون | 41 مليون    | 278 مليون   |
| اللغة البرتغالية (باستثناء creole languages)                                | الهندية الأوروبية                               | لغات رومانسية        | 236 مليون | 27 مليون    | 264 مليون   |
| اللغة الروسية                                                               | الهندية الأوروبية                               | لغات بلطيقية سلافية  | 148 مليون | 108 مليون   | 255 مليون   |
| اللغة الأردية (باستثناء اللغة الهندية)                                      | الهندية الأوروبية                               | لغات هندية آرية      | 70 مليون  | 168 مليون   | 238 مليون   |
| اللغة الإندونيسية (باستثناء اللغات الملايوية الأخرى)                        | الأسترونيزية                                    | لغات ملايو-بولينيزية | 44 مليون  | 155 مليون   | 199 مليون   |
| الألمانية القياسية                                                          | الهندية الأوروبية                               | لغات جرمانية         | 76 مليون  | 58 مليون    | 134 مليون   |
| اللغة اليابانية                                                             | اليابانية                                       | —                    | 123 مليون | <1 مليون    | 123 مليون   |
| Nigerian Pidgin                                                             | اللغات الكريولية المعتمدة على اللغة الإنجليزية ‏ | Krio                 | 5 مليون   | 116 مليون   | 121 مليون   |
| لهجة مصرية (باستثناء اللهجات العربية الأخرى)                                | الإفريفية الآسيوية                              | لغات سامية           | 78 مليون  | 25 مليون    | 103 مليون   |
| اللغة المراثية                                                              | الهندية الأوروبية                               | لغات هندية آرية      | 83 مليون  | 16 مليون    | 99 مليون    |
| اللغة التيلوغوية                                                            | لغات درافيدية                                   | الجنوبية الوسطى      | 83 مليون  | 13 مليون    | 96 مليون    |
| اللغة التركية                                                               | لغات أتراكية                                    | لغات الأوغوز         | 84 مليون  | 6 مليون     | 90 مليون    |
| اللغة الهوسية                                                               | الإفريفية الآسيوية                              | لغات تشادية          | 54 مليون  | 34 مليون    | 88 مليون    |
| اللغة التاميلية                                                             | لغات درافيدية                                   | الجنوبية             | 79 مليون  | 8 مليون     | 87 مليون    |
| صينية يوي (تشمل صينية يؤ)                                                   | الصينية التبتية                                 | Sinitic              | 86 مليون  | 1 مليون     | 87 مليون    |
| اللغة السواحلية                                                             | لغات نيجرية كنغوية                              | لغات البانتو         | 3 مليون   | 83 مليون    | 87 مليون    |
| اللغة الفيتنامية                                                            | الأسترو آسيوية                                  | Vietic               | 85 مليون  | 1 مليون     | 86 مليون    |
| وو (تشمل لغة شنغهاي)                                                        | الصينية التبتية                                 | Sinitic              | 83 مليون  | <1 مليون    | 83 مليون    |
| اللغة التاغالوغية                                                           | الأسترونيزية                                    | لغات ملايو-بولينيزية | 29 مليون  | 54 مليون    | 83 مليون    |
| اللغة البنجابية (باستثناء اللغة البنجابية)                                  | الهندية الأوروبية                               | لغات هندية آرية      | —         | —           | 82 مليون    |
| اللغة الكورية                                                               | Koreanic                                        | —                    | 81 مليون  | <1 مليون    | 81 مليون    |
| الفارسية الإيرانية (باستثناء اللغة الفارسية)                                | الهندية الأوروبية                               | لغات إيرانية         | 62 مليون  | 17 مليون    | 78 مليون    |
| اللغة الجاوية                                                               | الأسترونيزية                                    | لغات ملايو-بولينيزية | —         | —           | 68 مليون    |
| اللغة الإيطالية                                                             | الهندية الأوروبية                               | لغات رومانسية        | 64 مليون  | 3 مليون     | 67 مليون    |
| اللغة الكجراتية                                                             | الهندية الأوروبية                               | لغات هندية آرية      | 58 مليون  | 5 مليون     | 63 مليون    |
| اللغة التايلندية                                                            | لغات تاي كاداي                                  | Zhuang–Tai           | 21 مليون  | 40 مليون    | 61 مليون    |
| اللغة الأمهرية                                                              | الإفريفية الآسيوية                              | لغات سامية           | 35 مليون  | 25 مليون    | 60 مليون    |
| اللغة الكنادية                                                              | لغات درافيدية                                   | الجنوبية             | 44 مليون  | 15 مليون    | 59 مليون    |
| اللهجات الشامية (باستثناء اللهجات العربية الأخرى)                           | الإفريفية الآسيوية                              | لغات سامية           | 51 مليون  | 2 مليون     | 54 مليون    |
| اللغة البوجبورية                                                            | الهندية الأوروبية                               | لغات هندية آرية      | 53 مليون  | <1 مليون    | 53 مليون    |
| مين نان (تشمل Hokkien)                                                      | الصينية التبتية                                 | Sinitic              | 51 مليون  | <1 مليون    | 51 مليون    |

## كتاب حقائق العالم (2022)
يذكر كتاب حقائق العالم الذي أنتجته وكالة المخابرات المركزية (CIA) أن اللغات العشر الأكثر استخداما (لغة أم + لغة ثانية) في عام 2022 هي الآتية:
| اللغات           | النسبة المئوية من سكان العالم (2022) |
| ---------------- | ------------------------------------ |
| اللغة الإنجليزية | 18.8%                                |
| ماندراين الصينية | 13.8%                                |
| اللغة الهندية    | 7.5%                                 |
| اللغة الإسبانية  | 6.9%                                 |
| اللغة الفرنسية   | 3.4%                                 |
| اللغة العربية    | 3.4%                                 |
| اللغة البنغالية  | 3.4%                                 |
| اللغة الروسية    | 3.2%                                 |
| اللغة البرتغالية | 3.2%                                 |
| اللغة الأردية    | 2.9%                                 |